# Fritz Pauer
Fritz Pauer (14. října 1943 Vídeň, Rakousko – 1. července 2012 Zurndorf, Burgenland) byl rakouský jazzový klavírista, hudební skladatel a kapelník. Na klavír se učil hrát již od dětských let. V letech 1960–1962 byl členem skupiny klarinetisty Fatty George. V roce 1964 se přestěhoval do Berlína, kde hrál v triu Joea Naye. Od roku 1998 vyučoval na Universität für Musik und darstellende Kunst Graz.